# Język nùng
Język nùng, tày nùng – język należący do grupy tajskiej, używany przez blisko 970 tysięcy osób w Wietnamie.